# Gaj Oławski
Gaj Oławski (deutsch Goy von 1937 bis 1945 Göllnerhain) ist ein Dorf in Niederschlesien. Der Ort liegt in der Gmina Oława im Powiat Oławski in der polnischen Woiwodschaft Niederschlesien.

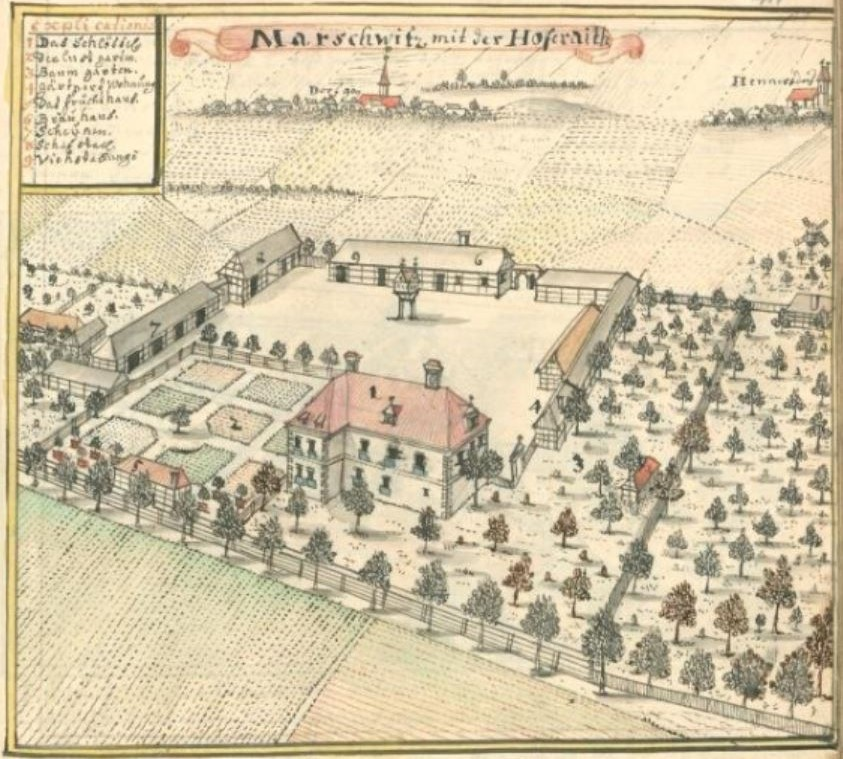
Schloss Marschwitz – Zeichnung aus der Mitte des 18. Jahrhunderts mit dem Dorf Goy im Hintergrund

## Geographie

### Geographische Lage
Das Angerdorf Gaj Oławski liegt vier Kilometer südwestlich des Gemeindesitzes und der Kreisstadt Oława (Ohlau) und rund 32 Kilometer südöstlich der Woiwodschaftshauptstadt Breslau (Wrocław). Der Ort liegt in der Nizina Śląska (Schlesische Tiefebene) innerhalb der Równina Wrocławska (Breslauer Ebene).
Durch den Ort führen die Woiwodschaftsstraßen Droga wojewódzka 346 und Droga wojewódzka 396. Südlich des Dorfes befand sich bis in die 1970er Jahre die Bahnstrecke der Ohlauer Kleinbahn.

### Nachbarorte
Nachbarorte von Gaj Oławski sind im Westen Marszowice (Marschwitz), im Nordosten der Gemeindesitz Oława (Ohlau) und im Südosten Godzikowice (Rosenhain) und Jaczkowice (Jätzdorf).

## Geschichte

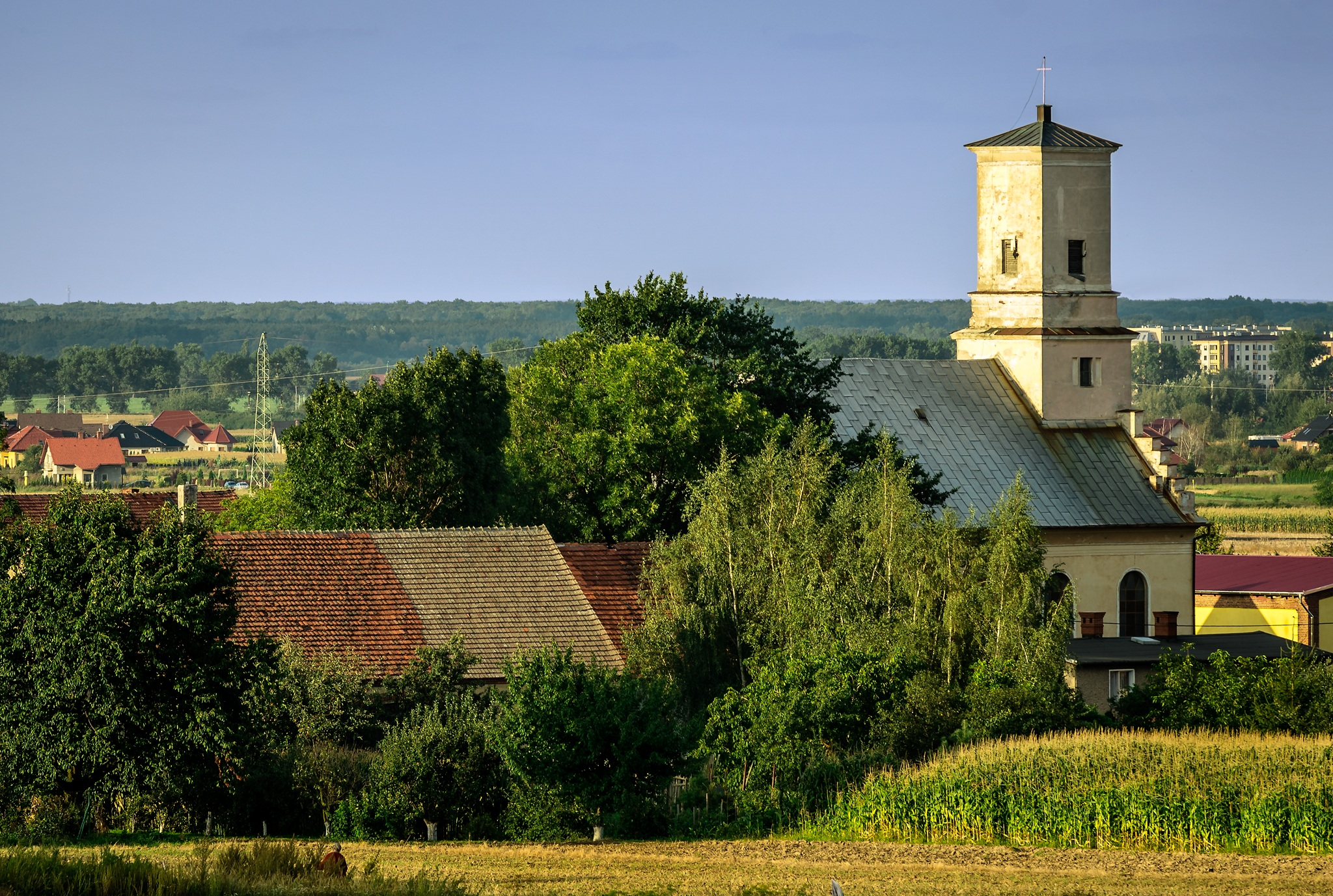
Blick über den Ort

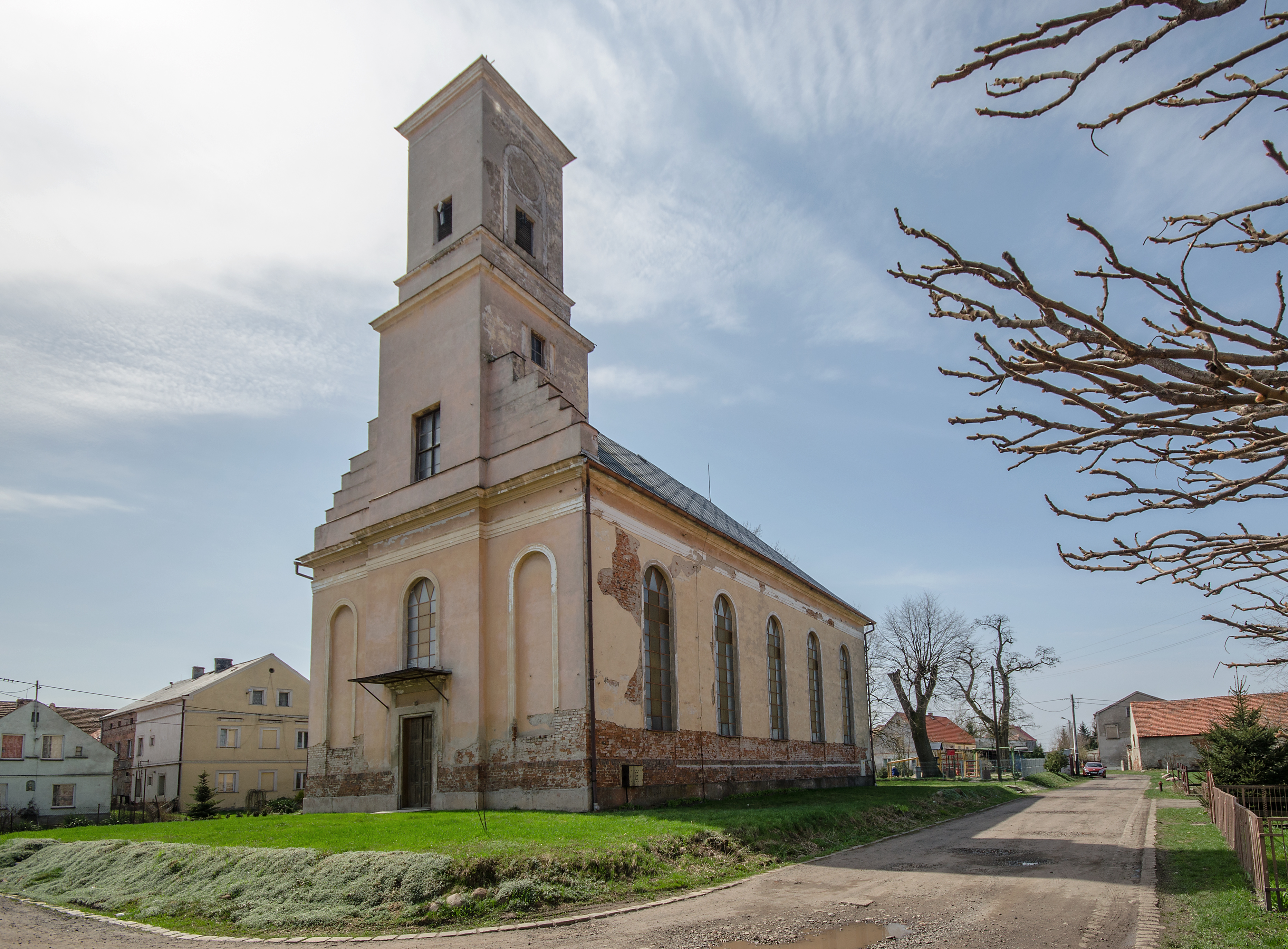
Dreifaltigkeitskirche

Das Dorf wurde 1295 erstmals als Gallici erwähnt. 1358 erfolgte eine Erwähnung als Gayo villa.
Nach dem Ersten Schlesischen Krieg 1742 fiel Goy zusammen mit dem größten Teil Schlesiens an Preußen.
Nach der Neugliederung Preußens gehörte die Landgemeinde Goy ab 1815 zur Provinz Schlesien und war ab 1816 dem Landkreis Ohlau eingegliedert. 1874 wurde der Amtsbezirk Goy gegründet, welcher die Landgemeinden Goy, Marschwitz und Peltschütz und die Gutsbezirke Marschwitz und Peltschütz umfasste. Erster Amtsvorsteher war der Rittergutsbesitzer Pilz in Jätzdorf. 1885 zählte der Ort 358 Einwohner.
1933 zählte Goy 335, 1939 wiederum 270 Einwohner. Am 11. Januar 1937 wurde der Ortsname in Göllnerhain geändert. Bis 1945 befand sich der Ort im Landkreis Ohlau.
Als Folge des Zweiten Weltkriegs fiel Goy wie fast ganz Schlesien 1945 an Polen, wurde zunächst in Gaje umbenannt und der Woiwodschaft Breslau angegliedert. Die deutsche Bevölkerung wurde, soweit sie nicht vorher geflohen war, weitgehend vertrieben. Die neu angesiedelten Bewohner waren zum Teil Heimatvertriebene aus Ostpolen. 1947 erfolgte die Umbenennung in Gaj Oławski. 1999 kam der Ort zum Powiat Oławski in der Woiwodschaft Niederschlesien.

## Sehenswürdigkeiten
- Die römisch-katholische Dreifaltigkeitskirche (poln. Kościół Świętej Trójcy) wurde 1826–27 als protestantisches Gotteshaus von dem im Ort geborenen Breslauer Tuch-Kaufmann Johann Gottlieb Göllner errichtet.[6] 1945 wurde der Bau beschädigt und bis 1957 vereinfacht wieder aufgebaut.[7]

## Vereine
- Fußballverein LKS LOTOS Gaj Oławski

## Söhne und Töchter des Ortes
- Hugo Kinzer (1874–1929), deutscher Architekt und kommunaler Baubeamter